# 宮城県交通安全協会
一般社団法人宮城県交通安全協会（いっぱんしゃだんほうじんみやぎけんこうつうあんぜんきょうかい）は、宮城県内の地区交通安全協会を統括する交通安全協会。元宮城県知事所管。

## 概要
宮城県内の地区交通安全協会を統括する交通安全協会で、宮城県内での季節単位で開催する交通安全運動をはじめ、自動車・自動二輪車の運転免許更新の伝達・更新事務、申請書や収入証紙の委託販売業務、自転車などに貼る反射シールや車輪のスポークに貼る反射材などの交通安全グッズの頒布、交通安全功労者の表彰及び国や全国法人への表彰推薦などを事業としている。
また、運転技能向上のために直営の宮城自動車学校を運営している。

## 下部組織
- 仙台中央地区交通安全協会
- 仙台南地区交通安全協会
- 仙台北地区交通安全協会
- 仙台東地区交通安全協会
- 泉地区交通安全協会
- 塩釜地区交通安全協会
- 名取地区交通安全協会
- 黒川地区交通安全協会
- 石巻地区交通安全協会
- 気仙沼地区交通安全協会
- 佐沼地区交通安全協会
- 登米地区交通安全協会
- 河北地区交通安全協会
- 南三陸地区交通安全協会
- 古川地区交通安全協会
- 遠田地区交通安全協会
- 若柳地区交通安全協会
- 築館地区交通安全協会
- 玉造地区交通安全協会
- 加美地区交通安全協会
- 柴田地区交通安全協会
- 白石地区交通安全協会
- 角田地区交通安全協会
- 亘理地区交通安全協会

## 宮城自動車学校
宮城自動車学校（みやぎじどうしゃがっこう）は、宮城県仙台市太白区にある指定自動車教習所。
高齢者や身体障害者にも配慮しており、校内は高齢者・身体障害者用スロープ・エレベーターなどのバリアフリーが設備されている。

### 沿革
- 1935年3月 - 仙台自動車運転手会として発足
- 1948年3月 - 社団法人宮城県交通安全協会経営
- 1955年5月 - 宮城自動車学校開校

### 免許
- 普通自動車
- 普通自動二輪車

### アクセス
バス
- 宮城交通「飯田団地」行き、「宮城自動車学校前」下車